# Alexander Supan

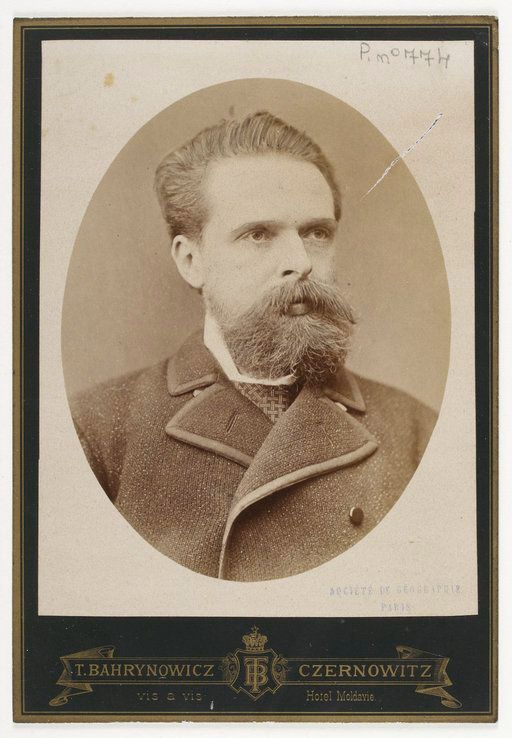
Alexander Supan 1883

Alexander Georg Supan (Innichen, 3 maart 1847 -  Breslau 7 juli 1920) was een Oostenrijkse geograaf en cartograaf.

## Levensloop
Na zijn studie aan Universiteit van Graz en Universiteit van Wenen werd Supan in 1871 leraar aan de middelbare school in Laibach. Van 1875 tot 1877 ging hij opnieuw naar de universiteiten van Graz, Halle (Saale) en Leipzig als speciale voorbereiding op het academische vak. In 1877 werkte Supan als leraar aan het Staatsgymnasium in Czernowitz en als privé docent aan de Nationale Franz-Joseph Universiteit (Czernowitz), waar hij in 1884 werd benoemd tot professor in de geografie. In hetzelfde jaar werd hij hoofdredacteur van Petermann’s Geographischen Mitteilungen (PGM), een functie die hij tot 1909 zou uitoefenen. Onder zijn leiding werd de inhoud van PGM wetenschappelijker. Hij introduceerde in PGM de Literaturberichte, die tussen 1886 en 1909 24.512 recensies en beschrijvingen van geografische boeken en artikelen zou bevatten. In 1909 verhuisde hij naar de Silezische Friedrich-Wilhelms-Universiteit, waar hij tot 1916 hoogleraar geografie was.

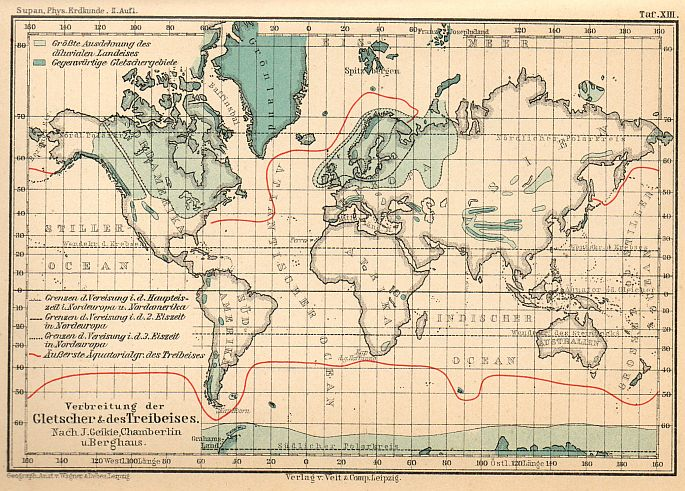
Verbreitung der Gletscher und des Treibeises im Jahre 1896.